# Каньо-Кристалес
Каньо-Кристалес (исп. Caño Cristales) — река в Колумбии. Правый приток реки Лосада (приток Гуаяберо).
Устье реки находится в центральной части Колумбии, на территории департамента Мета в горной цепи Макарена.
В переводе с испанского название реки означает «кристальная река». Река известна тем, что изменяет свой цвет за счёт разных видов водорослей, из-за чего местные жители называют её «рекой пяти цветов».